# Ernesta
Ernesta je žensko osebno ime

## Različice imena
Ernestina, Stina in Tina

## Izvor imena
Ime Ernesta je ženska oblika imena Ernest izpeljana na -ina, imeni Stina in Tina pa sta skrajšani obliki imena Ernestina.

## Izbor svetniških imen
V koledarju je Ernesta uvrščena k imenu Ernest ali pa k imenu Ernestina (god 14. aprila)

## Pogostost imena
Po podatkih Statističnega urada Republike Slovenije je bilo na dan 31. decembra 2007 v Sloveniji število ženskih oseb z imenom Ernesta: 126.